# Plantago altissima
Plantago altissima è una specie di erba perenne della famiglia delle Plantaginaceae. L'epiteto specifico altissima fa riferimento alla sua dimensione: raggiunge infatti un'altezza compresa tra i 30 e i 100 cm. Le foglie raggiungono una lunghezza di 40 cm e presentano delle nervature parallele.